# Walt Disney Special Collection
Die Walt Disney Special Collection ist eine DVD-Sammlung von Disney-Filmen, die im März 2002 auf den deutschsprachigen Markt gebracht wurde und seitdem in unregelmäßigen Abständen erweitert wird. Im Gegensatz zur Walt Disney Diamond Edition, welche die zehn (ehemals 14) größten Meisterwerke aus dem Hause Disney beinhaltet und zuvor als Platinum Edition veröffentlicht wurde, besteht die Special Collection aus Filmen unterschiedlicher Qualität. In der Sammlung finden sich Meisterwerke, sowie deren Fortsetzungen, aber auch Pixar-Produktionen und Filme der Mischtechnik aus Realfilm und Zeichentrick.

## Das Rückenmotiv
Ein besonderes Merkmal an der Special Collection ist das Rückencover der DVDs. Aufgestellt in einer vorgegebenen Reihenfolge (nach Erscheinungstermin) ergeben die Rückenbilder ein buntes Gesamtmotiv, welches mit einem Glitzerschweif dekoriert ist. Dieser erinnert an Tinker Bells Feenglanz, den sie beim Fliegen hinterlässt. Abgesehen vom Rückenmotiv sind die DVD-Covers auf der Vorderseite und am Rücken mit einem gelben Band mit gleichnamiger Beschriftung versehen. Zusätzlich befindet sich im Zentrum dieses Bandes ein Disney/Pixar Logo.

## Veröffentlichungen
Veröffentlicht werden die Sammlerstücke in unregelmäßigen Abständen. Während einige Filme erst in der Zweitauflage in der Special Collection erscheinen, gibt es andere, die direkt als Erstauflage in die Kollektion aufgenommen werden. Auch gibt es Filme wie „Tarzan“ oder „Dornröschen“, die als 2-Disc-Version erscheinen, sowie andere, die als Special Edition veröffentlicht werden. Das von den Fans gemochte Disney-Hologramm – das bereits die VHS-Kassetten besessen haben – wird auf die DVDs sehr unregelmäßig verteilt, so dass dieselben Cover mal mit und mal ohne Hologramm zu kaufen sind.
Bis März 2008 hat der Vertrieb Jubiläumsveröffentlichungen sowie erneute Auflagen so gehandhabt, dass die Filme zwar ein neues Frontcover bekamen, jedoch mit dem gleichen Rückenmotiv der ersten Special-Collection-Auflage versehen wurden, („Robin Hood“, „Alice im Wunderland“, „Tarzan“). Mit der Veröffentlichung des Filmes „Aristocats“ in der Special Collection erhielt die Auflage ein neues Rückencover und musste somit weiterführend in die Sammlung eingereiht werden. Auch wenn sich viele Sammler öffentlich in Foren und beim Vertrieb beschwert haben, hat man sich für diese Handhabung in der Zukunft entschieden. Als Sammler ist man somit in der Situation, einige Filme doppelt in die Special Collection aufzunehmen, um die Sammlung zu komplettieren. Seit dieser Zeit erscheinen nun neue Disney-Filme in der Special Collection, aber auch Special Edition oder Jubiläumsauflagen, die ebenfalls eingereiht werden müssen. Die zusätzlichen Auflagen sind alle neu restauriert und besitzen fast alle neue Extras zum Film oder zu den Disney-Studios. Bis jetzt ist ein Ende der Sammlung nicht dokumentiert worden, jedoch sind einige Auflagen nicht mehr erhältlich.
| Zeitpunkt          | Filme |
| ------------------ | --- |
| 7. Februar 2002    | Dornröschen, Taran und der Zauberkessel*, Drei Caballeros, Fantasia                                                                      |
| 13. Juni 2002      | Robin Hood*, Die tollkühne Hexe in ihrem fliegenden Bett*, Die Hexe und der Zauberer*, Die vielen Abenteuer von Winnie Puuh*             |
| 12. September 2002 | Das große Krabbeln, Hercules, Bernard und Bianca – Die Mäusepolizei, Peter Pan                                                           |
| 23. Januar 2003    | Tarzan*, Dinosaurier, Basil, der große Mäusedetektiv*, Oliver & Co.*, Cap und Capper                                                     |
| 12. Juni 2003      | Pinocchio, Alice im Wunderland*, Mary Poppins*                                                                                           |
| 7. August 2003     | Ein Königreich für ein Lama, Fröhlich, Frei, Spaß dabei, Elliot, das Schmunzelmonster*, Toy Story 2*                                     |
| 12. Februar 2004   | Atlantis, Aristocats*, Bernard und Bianca im Känguruland, Drei Caballeros im Sambafieber                                                 |
| 1. April 2004      | Die Monster AG, Toy Story* |
| 17. Juni 2004      | Dumbo, Musik, Tanz und Rhythmus, Der Glöckner von Notre Dame, Der Glöckner von Notre Dame 2, Die Abenteuer von Ichabod und Taddäus Kröte |
| 11. November 2004  | Lilo & Stitch, Mulan |
| 13. Januar 2005    | Der Schatzplanet, Alice im Wunderland, Mary Poppins*                                                                                     |
| 3. März 2005       | Findet Nemo |
| 19. Mai 2005       | Pocahontas |
| 8. Dezember 2005   | Die Kühe sind los |
| 12. Januar 2006    | Mulan 2, Bärenbrüder |
| 3. April 2006      | Die Unglaublichen, Tarzan* |
| 7. September 2006  | Lilo & Stitch 2, Tarzan 2, Ein Königreich für ein Lama 2 – Kronks großes Abenteuer                                                       |
| 10. Mai 2007       | Die drei Musketiere, Himmel und Huhn |
| 4. Oktober 2007    | Tierisch wild, Bärenbrüder 2 |
| 14. Februar 2008   | Cars |
| 6. März 2008       | Aristocats* |
| 8. März 2008       | Cap und Capper 2 |
| 11. September 2008 | Triff die Robinsons |
| 9. Oktober 2008    | Die Hexe und der Zauberer* (Jubiläums-Ausgabe)                                                                                           |
| Dezember 2008      | Ratatouille, Taran und der Zauberkessel*                                                                                                 |
| 19. März 2009      | Oliver & Co.* (Jubiläums-Ausgabe) |
| 18. Juni 2009      | Mary Poppins* (Jubiläums-Ausgabe) |
| 24. September 2009 | Elliot, das Schmunzelmonster*, Taran und der Zauberkessel*, Die tollkühne Hexe in ihrem fliegenden Bett*                                 |
| 15. April 2010     | Basil, der große Mäusedetektiv*, Küss den Frosch                                                                                         |
| 26. August 2010    | Taran und der Zauberkessel* (Jubiläums-Ausgabe)                                                                                          |
| 10. März 2011      | Alice im Wunderland* (Jubiläums-Ausgabe)                                                                                                 |
| 27. Oktober 2011   | Die vielen Abenteuer von Winnie Puuh* |

## Titel der Special Collection
| 1. Dornröschen – 2 Disc-Deluxe Edition 2. Taran und der Zauberkessel 3. Drei Caballeros 4. Fantasia 5. Robin Hood 6. Die tollkühne Hexe in ihrem fliegenden Bett 7. Die Hexe und der Zauberer 8. Die vielen Abenteuer von Winnie Puuh 9. Das große Krabbeln – 2-Disc-Delux-Edition 10. Hercules 11. Bernard und Bianca – Die Mäusepolizei 12. Peter Pan 13. Dinosaurier 14. Basil, der große Mäusedetektiv 15. Oliver & Co. 16. Cap und Capper 17. Pinocchio Special Edition 18. Alice im Wunderland (Special Edition) 19. Mary Poppins (Special Edition) 20. Ein Königreich für ein Lama 21. Fröhlich, Frei, Spaß dabei 22. Elliot, das Schmunzelmonster 23. Toy Story 2 (Special Edition) 24. Atlantis – Das Geheimnis der verlorenen Stadt 25. Aristocats 26. Bernard und Bianca im Känguruland 27. Drei Caballeros im Sambafieber 28. Die Monster AG 29. Toy Story (Special Edition) 30. Dumbo 31. Musik, Tanz und Rhythmus 32. Der Glöckner von Notre Dame 33. Der Glöckner von Notre Dame 2 34. Die Abenteuer von Ichabod und Taddäus Kröte 35. Lilo & Stitch | 1. Mulan Special Edition 2. Der Schatzplanet 3. Findet Nemo 2-Disc-Edition 4. Pocahontas 5. Pocahontas 2 – Die Reise in eine neue Welt 6. Die Kühe sind los 7. Mulan 2 8. Bärenbrüder 9. Die Unglaublichen – The Incredibles 2-Disc-Edition 10. Tarzan (2-Disc-Edition) 11. Lilo & Stitch 2 – Stitch völlig abgedreht 12. Tarzan 2 13. Ein Königreich für ein Lama 2 – Kronks großes Abenteuer 14. Die drei Musketiere 15. Himmel und Huhn 16. Tierisch wild 17. Bärenbrüder 2 18. Cap und Capper 2 19. Cars 20. Aristocats Sammler-Edition 21. Triff die Robinsons 22. Die Hexe und der Zauberer 45. Jubiläumsedition 23. Ratatouille 24. Oliver & Co. 20. Jubiläumsedition 25. Mary Poppins 45. Jubiläumsedition 26. Die tollkühne Hexe in ihrem fliegenden Bett Special Edition 27. Elliot, das Schmunzelmonster Special Edition 28. WALL-E – Der Letzte räumt die Erde auf 29. Basil, der große Mäusedetektiv Special Edition 30. Bolt – Ein Hund für alle Fälle 31. Taran und der Zauberkessel 25. Jubiläumsedition 32. Dumbo 70. Jubiläumsedition 33. Alice im Wunderland 60. Jubiläumsedition 34. Oben 35. Küss den Frosch | 1. Rapunzel – Neu verföhnt 2. Toy Story 3 3. Atlantis – Die Rückkehr 4. Pinocchio 5. Fantasia 6. Fantasia 2000 7. 101 Dalmatiner 8. 101 Dalmatiner Teil 2 – Auf kleinen Pfoten zum großen Star! 9. Cars 2 10. Peter Pan 11. Peter Pan 2: Neue Abenteuer in Nimmerland 12. Aladdin 13. Dschafars Rückkehr 14. Aladdin und der König der Diebe 15. Toy Story (Special Edition) 16. Toy Story 2 (Special Edition) 17. Cinderella 18. Cinderella 2 – Träume werden wahr 19. Cinderella 3 – Wahre Liebe siegt 20. Susi und Strolch 21. Susi und Strolch 2: Kleine Strolche – Großes Abenteuer! 22. Ralph reichts 23. Findet Nemo 24. Merida – Legende der Highlands 25. Planes 26. Die Monster Uni 27. Cap und Capper |

## Best of Special Collection
Neben der gängigen Special Collection gibt es auch die „Best of Special Collection“, die aus 15 Filmen besteht, die alle in einer goldenen Steelbook-Edition veröffentlicht wurden. Die Qualität der Filme auf den DVDs ist identisch mit der aus der normalen Special Collection. Die 15 Titel werden in Schüben veröffentlicht und nur für kurze Zeit im Handel verkauft. Als Extra beinhaltet jeder Film Sammel-Magnet-Karten zum Spielen und Anhängen.